# Торговый центр (Челябинск)

Челябинский Торговый центр — сооружение на набережной реки Миасс в Челябинске. Купол «Торгового центра» является одним из узнаваемых символов города. Расположен по адресу ул. Каслинская, 64.

## История

Торговый центр, на переднем плане мост через реку Миасс соединяющий улицы Красная и Каслинская, Челябинский государственный краеведческий музей

Решение о строительстве в Челябинске торгового центра было принято в июле 1960 года, строительство началось в 1965 году. При строительстве в качестве покрытия использовалась железобетонная оболочка, сконструированная Ленинградским проектным институтом № 1 Госстроя СССР. Проект здания был выполнен московским институтом «Гипроторг» (архитекторы Ф. Селецкий, В. Жадовская, Л. Рагозина; главный инженер проекта Б. Марков, главный конструктор А. Шапиро). Первоначально здание планировалось построить на перекрёстке проспекта Ленина с улицей Российской. Строительство велось трестом «Челябметаллургстрой», монтаж оболочки проводило Челябинское СМУ «Уралстальконструкция». Торговый центр был принят в эксплуатацию 22 декабря 1975 года.

## Описание

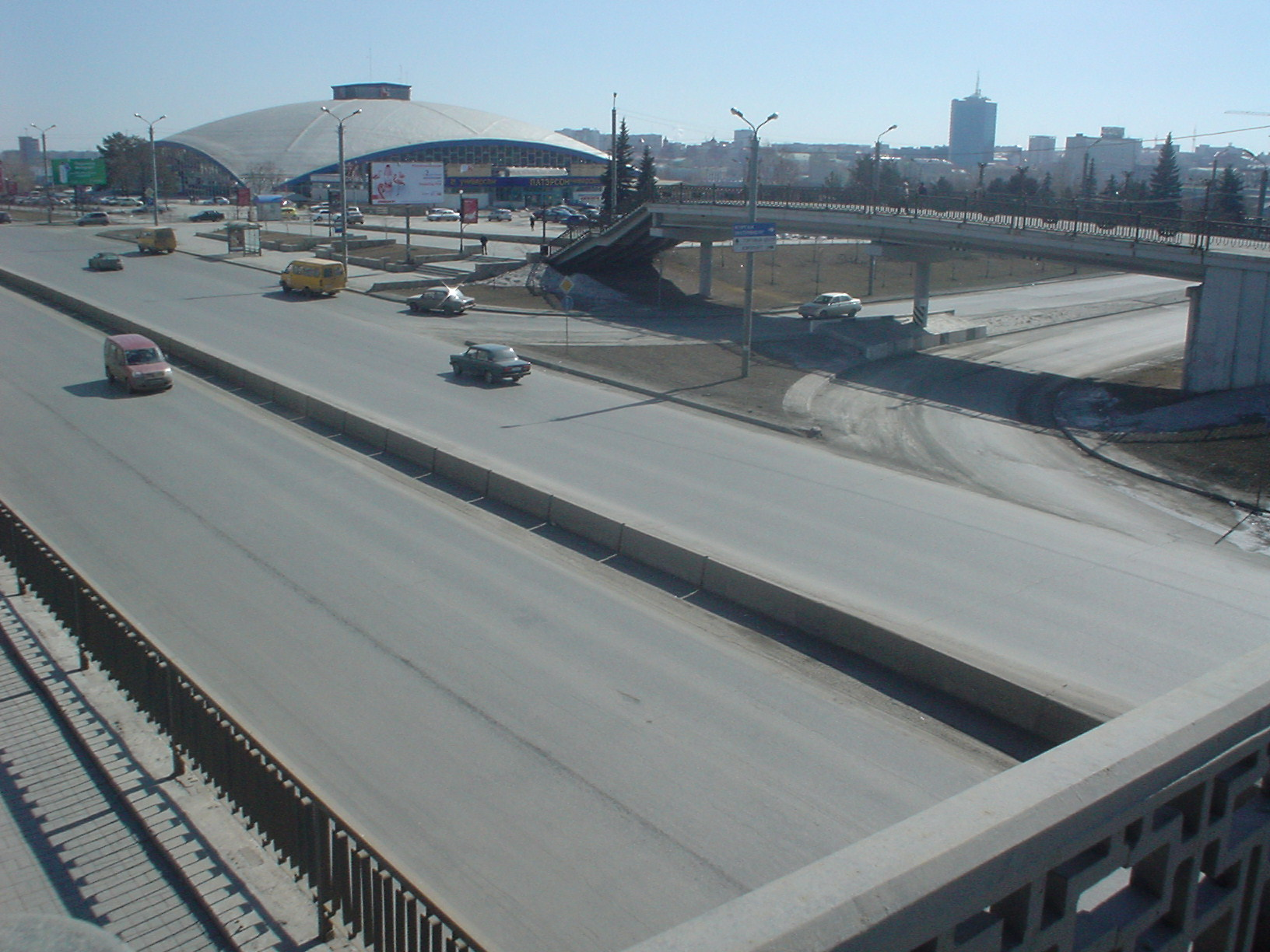
Вид на Торговый центр с двухуровневой транспортной развязки Свердловский проспект — улица Братьев Кашириных

Здание размером 102 на 102 метра представляет собой сферический железобетонный купол, который как бы «парит» в воздухе. Внутри здания нет колонн, поддерживающих оболочку, а углы, на которые опирается купол, размещены на специальных катках и могут двигаться. Конструкция является сборной и может «дышать», опускаясь или поднимаясь в зависимости от перепадов температуры (в Челябинске климат континентальный, температура зимой может опускаться до −40°С, летом подниматься до +40°С). На момент строительства такое техническое решение из сборных железобетонных плит такого размера объекта не имело случая в мировой практике. Вес купола, собранного из 1500 железобетонных плит, стянутых канатами — свыше 5000 т.
Расчёт оболочки выполнялся по моментной теории В. Власова и предусматривал равномерно-распределённую нагрузку 650 кг/м2 с допуском расположения нагрузки от снега на половине оболочки. Поверхность представляет дугу окружности радиусом 132,3 м с подъёмом в центре на 20,4 м. С четырёх сторон оболочка срезана в виде сегментов с хордой 102 м и стрелой подъёма 12 м. Оболочка собрана из 5 разных типов ребристых железобетонных плит треугольной, трапециевидной и прямоуголной форм (последних двух форм — предварительно напряжённые 9750 кг/см2) размерами до 3 × 12 м и весом до 8,8 тонн., толщиной от 50 мм (в центре купола) до 100 мм (в углах) с применением четырёх типов железобетонных тавровых балок. В арматуре предварительно напряжённого опорного контура планировались пучки проволоки Ф58П, но были заменены на канаты К7×19 из 3 мм проволоки (7 прядей по 19 проволок), изготовленные на Белорецком металлургическом комбинате, по 34 каната с каждой стороны опорного контура. В углах оболочки применена ненапрягаемая арматура класса АIII диаметром 25-32 мм. Контур оболочки поддерживается железобетонными колоннами диаметром 462 мм с шагом 6 м, со сферическими шарнирными соединениями. При сборке железобетонных конструкций применялся башенный кран БК-406АМ, при сборке контура перекрытия гусеничный кран СКГ-40. В общей сложности на изготовление купола израсходовано 316,1 тонн арматуры, из них 87,37 тонн канатов и 2198,6 м3 бетона.
Площадь торговых и складских помещений — 18 тыс. м².
Рядом со зданием «Торгового центра» ведётся строительство одноимённой станции метрополитена.
Проект Торгового центра был использован при строительстве Минского Комаровского рынка (открыт в 1980 году).

## Премии и награды
Здание Торгового центра отмечено дипломом первой степени ВДНХ СССР. В 1976 в Хельсинки на совещании членов международной организации по пространственным конструкциям советская делегация в своём докладе рассказывала о здании в Челябинске. Макет купола экспонировался на международных выставках в Нью-Йорке (1974) и в Лондоне (1978); здание было отмечено ведущими специалистами мира.

## Интересные факты
- В художественном фильме Э. Рязанова «Дайте жалобную книгу» (1964—1965 гг.) во время сцены совещания в главке (36-я минута фильма) встречается на стене картина (проектная) будущего здания «Торгового центра»[8].
- В 1980-е годы Торговый центр ежедневно посещало до 150 тысяч человек[9][10].
- 18 марта 2018 г. группой граждан была выдвинута инициатива о присвоении «Торговому центру» статуса объекта культурного наследия[11].